# Haussmanns ombyggnation av Paris

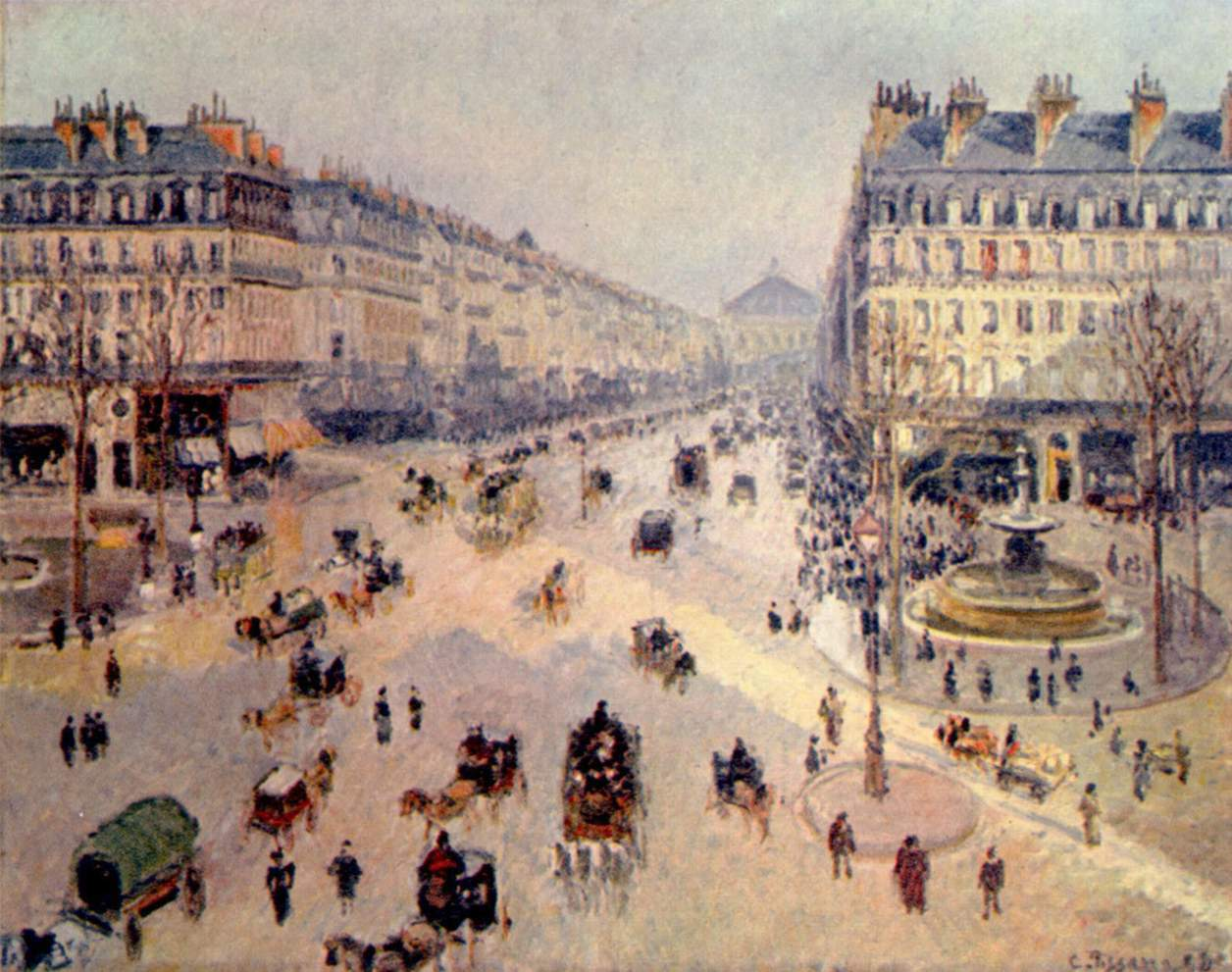
Camille Pissarro – Avenue de l'Opera.

Haussmanns ombyggnad av Paris var ett offentligt byggnadsprojekt som genomfördes under ledning av Georges-Eugène Haussmann på order av kejsar Napoleon III mellan 1853 och 1870. Programmet syftade till att designa om staden Paris och skapa öppna platser, breda avenyer, parker, trädgårdar och torg genom att riva den medeltida bebyggelsen med sina tätt sammanpackade hus längs trånga gator, som dömdes ut av samtida experter som överbefolkade och ohälsosamma; bygga ut staden över närliggande landsbygd utanför stadsmurarna; och konstruera nya avlopp, fontäner och akvedukter. Projektet mötte stort motstånd och ledde till rivandet av en mängd historiska bebyggelse och avskedandet av Haussmann kort före avsättandet av Napoleon III; men det genomfördes, och innebar en stadsomvandling som gav Paris det utseende det sedan blev berömt för. 

## Bilder

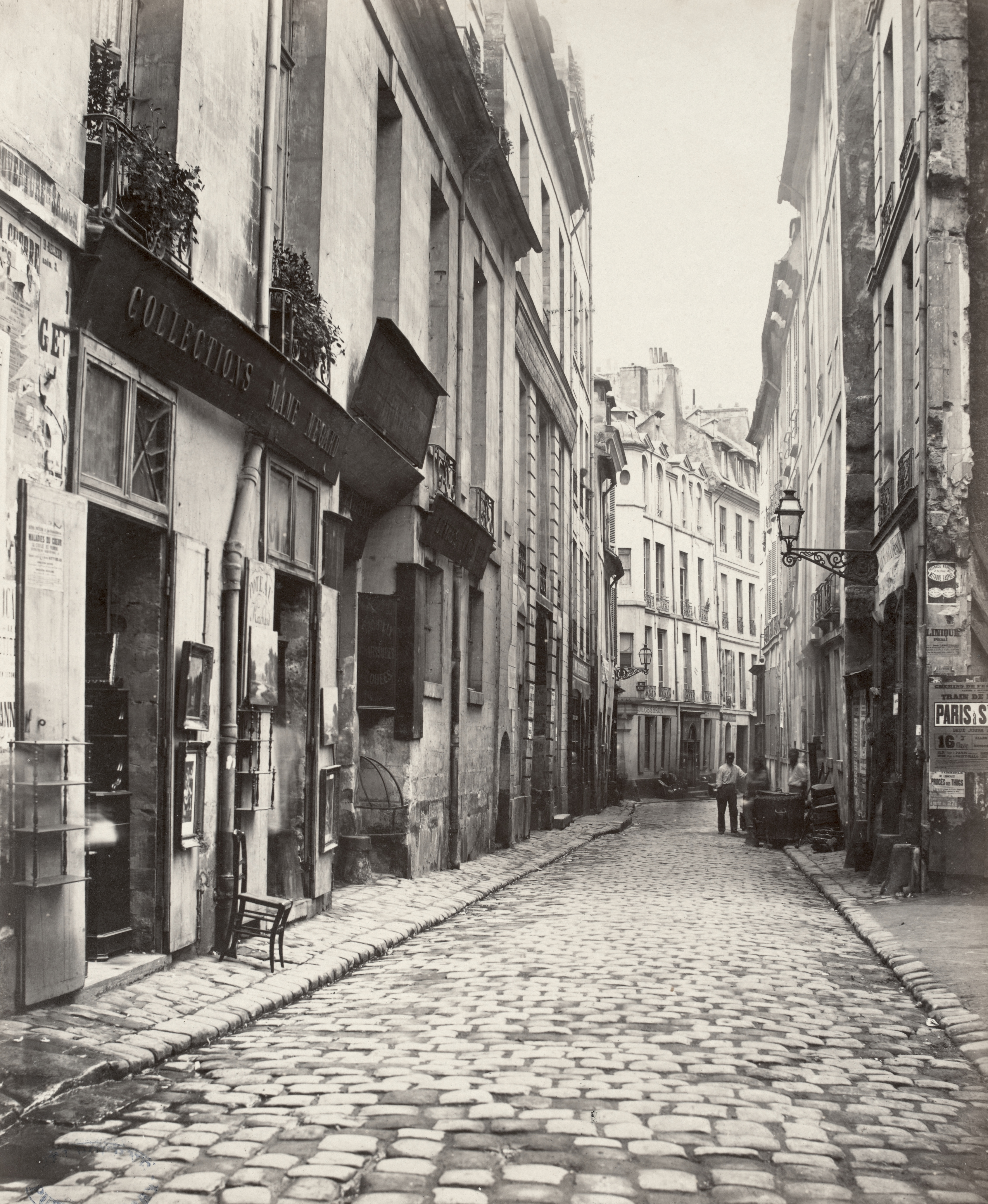
En typisk trång medeltida gata från Paris före Haussmanns ombyggnad.
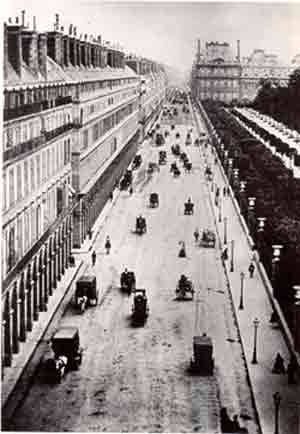
Rue-de-Rivoli, en av de breda boulevarder som skapades under Haussmanns ombyggnad.
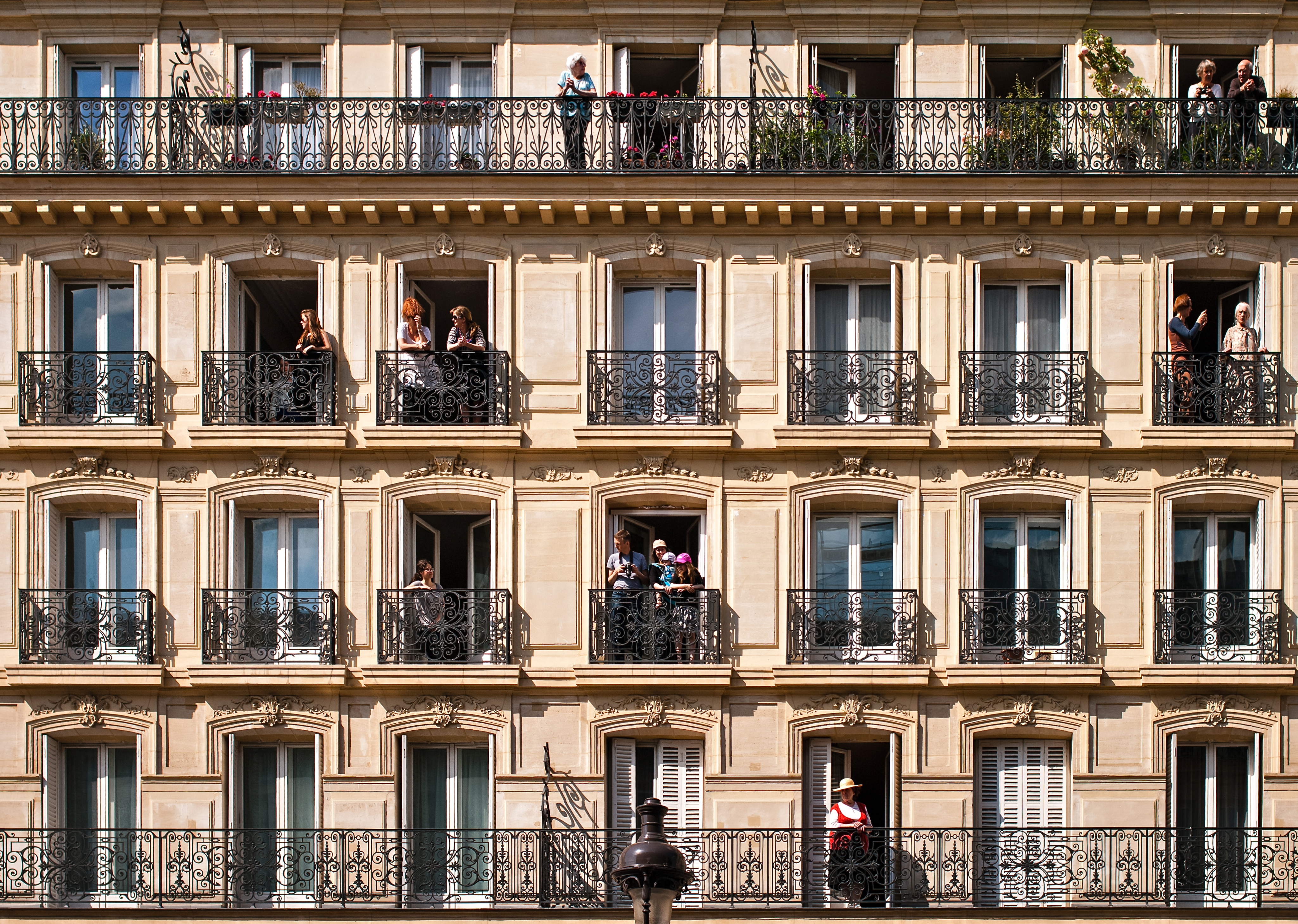
Ett typiskt Haussmann-hus, som sedan blev typiskt för Paris.